# Estação de Bacu
Estação de Bacu (em azeri: Bakı Dəmir Yolu Vağzalı) é a principal estação ferroviária de Bacu, localizado no centro da cidade, aproximadamente 3 km a nordeste da Cidade Fortificada de Bacu. É uma estação terminal e conta com 5 plataformas e 8 leitos ferroviários. Conta também com conexões com o metro de Bacu e a ferrovia suburbana de Bacu. Os trens domésticos, regionais e internacionais que partem desta estação, que é a maior e mais movimentada do Azerbaijão. Existem serviços ferroviários diários para a Rússia, Geórgia, Irã e Turquia

## História
A estação foi construída em 1880 com a construção da linha férrea Bacu-Sabunçu-Suraxanı e destinava-se ao transporte de passageiros. O primeiro prédio da estação (chamado Tiblíssi) foi construído para a inauguração da ferrovia Bacu-Tiblíssi, o segundo (Sabunçu) para a construção da ferrovia eletrificada Baku-Sabunçu-Suraxanı.